# امیگو (ویرجینیای غربی)
امیگو، غرب ویرجینیا (به انگلیسی: Amigo, West Virginia) یک منطقهٔ مسکونی در ایالات متحده آمریکا است که در ویرجینیای غربی واقع شده‌است.